# Lex Burgundionum

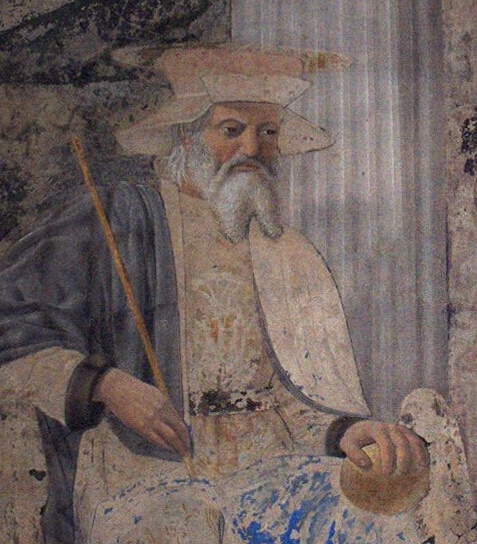
Sigismund, opvolger van Gundobald

De Lex Burgundionum, ook bekend onder de namen Bourgondische wet, Lex Gundobada of Loi Gombette is het wetboek van de Bourgondiërs. De Bourgondiërs waren een Germaanse stam die omstreeks het begin van de middeleeuwen, maar ook daarvoor, in de gelijknamige streek, Bourgondië, in Frankrijk leefden. Het was een van de oude Germaanse stammen die, volgens het systeem van foederati, als zelfstandig koninkrijk bestond binnen het Romeinse rijk.

## Oorsprong
Het wetboek van de Bourgondiërs werd wellicht opgesteld door Gundobad, de koning van de Bourgondiërs van 486 tot 516. Dit deed hij waarschijnlijk na zijn nederlaag in Dijon (500) tegen Clovis I. Het is mogelijk dat daarna nog enkele wijzigingen werden aangebracht door Gundobads zoon en opvolger, Sigismund. Deze wettekst wordt daarom ook weleens het Liber Constitutionum genoemd, wat verwijst naar het uitgaan van de wet van de koning.
Het motief om deze wetten op te stellen was wellicht omdat zij de leden van hun stam, maar ook de Romeinen die onder hun hoede leefden, wilden controleren.

## Romeinse invloed
Het Bourgondische wetboek kende een sterke invloed van het Romeins recht. Er ontstond na de val van het West-Romeinse Rijk een samensmelting van de Germaanse stamcultuur met het Romeinse bestuurssysteem. Daarom werd er, naast de Lex Burgundionum, nog de Lex Romana Burgundionum opgesteld. Dit is een ander wetboek waarin verschillende wetten neergeschreven werden die rechtstreeks van het Romeinse recht overgenomen werden. Deze werden wellicht aangenomen omwille van de Gallo-Romeinse Bourgondiërs binnen de stam. Deze Lex Romana Burgundionum was specifiek samengesteld voor rechtszaken tussen Romeinen of Gallo-Romeinen binnen de stam. Het hoofddoel van de wet was echter om de harmonie tussen de verschillende culturen, die voordien vaak vijandig tegenover elkaar stonden, te bevorderen.
Niet alleen de inhoud van de wetten staat onder Romeinse invloed, ook het neerschrijven van de wetten op zich is van Romeinse oorsprong. De Bourgondiërs hadden voordien al hun tradities en wetten die werden toegepast bij geschillen, maar de Romeinse invloed zorgde voor meer organisatie zodat een op wettelijke regels steunend bestuur mogelijk werd. Het initiatief van koning Gundobad om zaken in geschreven wetten vast te leggen kan gezien worden als een belangrijke verandering in de Germaanse cultuur. Hij versterkte hierdoor zijn positie als opperrechter en wetgever van de stam.
In de wetteksten wordt het meeste aandacht besteed aan het gewoonterecht met specifieke aandacht voor het huwelijks- en erfrecht. Maar er wordt ook veel aandacht besteed aan het vastleggen van welbepaalde sancties en weergeld. Dit laatste betekent dat er na een misdaad een som geld moest worden gegeven aan het slachtoffer of diens familie en aan de koning.

## Twee delen
De Bourgondische wet kan opgedeeld worden in twee delen. De Wet van Gunobald, beter bekend onder de Latijnse aanduiding Liber Constitutionum sive Lex Gundobada, enerzijds en de Contitutiones Extravagantes anderzijds. De titel van het tweede deel is te vertalen als Later toegevoegde wetten. Beide delen bevatten wetten die het samenleven regelen binnen de gemeenschap.
Het eerste deel, de wetten opgesteld door Gundobad, is een verzameling van reeds bestaande, maar ongeschreven wetten, ook wel het gewoonterecht genoemd. Dit waren wetten die als algemeen aanvaard beschouwd werden binnen de stam maar die nog nergens waren vastgelegd. Het erfrecht is hier een voorbeeld van.
Het tweede deel, de Constitutiones Extravagantes zijn wetten die later werden toegevoegd door Sigismund, welke meer de richting uitgaan van de redekunde. Ze beschrijven algemene principes maar ook methoden van gehandelen in een conflictsituatie.
Er kan heel wat afgeleid worden uit deze wetten over het leven en de cultuur binnen de Bourgondische stam. Dat is voor de kennis van het verleden erg belangrijk, want verder is er bitter weinig bekend over deze Germanen.

## Invloed
Dr. Katherine Fischer Drew beweert dat deze rechtscode weleens de meest invloedrijke van alle Germaanse wetteksten kan zijn geweest. Dit leidt zij af uit het feit dat deze teksten tot in de negende eeuw gehanteerd werden. De Franken vielen de Bourgondiërs aan en versloegen hen uiteindelijk in 534 maar zij lieten het Bourgondische recht onaangeraakt. Nog in de negende eeuw maakte de bisschop van Lyon, Agobard, ernstig bezwaar tegen de oude wetten, een bewijs dat ze toen nog in gebruik waren.

## Manuscripten
Slechts 14 Bourgondische manuscripten hebben in kopievorm de eeuwen doorstaan. De oudste kopie dateert uit de 7e eeuw. De wetteksten zijn echter veel ouder, ze werden opgesteld aan het einde van de vijfde eeuw of het begin van de zesde eeuw.